# Wojciech Kornowski
Wojciech Kornowski (ur. 27 lipca 1947 w Chodzieży) – polski przedsiębiorca i polityk, w latach 1997–2001 prezydent Konfederacji Pracodawców Polskich.

## Życiorys
W 1968 wstąpił do Polskiej Zjednoczonej Partii Robotniczej. W 1977 ukończył studia w Akademii Rolniczej w Poznaniu, uzyskując tytuł inżyniera technologa drewna. W 1980 został kierownikiem zaopatrzenia w spółdzielni „Plastgum”, produkującej m.in. zabawki z tworzyw sztucznych. W latach 80. tworzył poznański oddział Zjednoczenia Patriotycznego „Grunwald”. W 1985 założył Wielobranżową Spółdzielnię Pracy „Miriada”, produkującą deficytowe towary (działającą do 1992). W 1987 założył pierwszą w Polsce szkołę menedżerów. W 1989 kandydował bez powodzenia do Sejmu, po czym wystąpił z PZPR i założył Polską Partię Gospodarczą (partia grupowała przedsiębiorców, istniała krótko). W tym samym roku współtworzył też Konfederację Pracodawców Polskich. W czerwcu 1991 założył spółkę „Korvita”. Otworzyła ona pierwszy prywatny szpital położniczy oraz specjalizację okulistyczną. Wojciech Kornowski został też właścicielem restauracji. W 1995 spółka została skreślona z listy zakładów opieki zdrowotnej, jednak w 1996 Sąd Najwyższy uchylił tę decyzję. W 1997 Wojciech Kornowski kandydował z własnego komitetu do Senatu, zajmując 5. miejsce spośród 12 kandydatów w dwumandatowym okręgu. Od 1997 do sierpnia 2001 był prezydentem Konfederacji Pracodawców Polskich. W grudniu 2000 założył partię polityczną Polska Unia Gospodarcza, w której także był prezydentem. W wyborach parlamentarnych w 2001 zarejestrowała ona listy do Sejmu w 16 z 41 okręgów (uzyskała 0,06% głosów). Wojciech Kornowski otwierał poznańską listę partii. Na przełomie lat 2003 i 2004 powołał Ogólnopolski Komitet Obywatelski „OKO”, który w wyborach do Parlamentu Europejskiego w 2004 zarejestrował listy w całym kraju, otrzymując 0,58% głosów. W 2005 przekształcił się on w Ogólnopolską Koalicję Obywatelską, która w wyborach do Sejmu zdobyła 0,14% głosów (Wojciech Kornowski otwierał jej poznańską listę), a w wyborach prezydenckich wystawiła Stanisława Tymińskiego (który otrzymał 0,16% głosów, zajmując 9. miejsce spośród 12 kandydatów). W listopadzie 2007 PUG została wykreślona z ewidencji partii. 6 stycznia 2008 Wojciech Kornowski spowodował wypadek drogowy, za który w lipcu 2010 został skazany na dwa lata więzienia w zawieszeniu i zapłatę 60 tys. zł odszkodowania. Został działaczem Krajowej Partii Emerytów i Rencistów. 31 maja 2012 objął funkcję p.o. przewodniczącego tej partii, jednak w tym samym roku utworzył Partię Emerytów Rencistów Rzeczypospolitej Polskiej, której został liderem (ugrupowanie zostało wyrejestrowane w 2017). W 2018 założył kolejną partię Akcja Zawiedzionych Emerytów Rencistów, której został przewodniczącym. W wyborach parlamentarnych w 2019 zarejestrowała ona listy do Sejmu w 3 okręgach. W 2022 przyjęła nazwę Zjednoczeni Ponad Podziałami.
Trzykrotnie żonaty, ma pięcioro dzieci. W latach 1950–1997 i od 2007 zamieszkały w Poznaniu, a od 1997 do 2007 w Warszawie.
Odznaczony m.in. Krzyżem Kawalerskim Orderu Odrodzenia Polski (1999) oraz Odznaką Honorową Miasta Poznania i Województwa Wielkopolskiego.